# Retrospectiva
Retrospectiva (del latín: retrospectare) es una enumeración y celebración de eventos ya ocurridos, y normalmente organizada y presentada al final del año, en algún medio de difusión (generalmente televisión o radio), aunque también puede abarcar un período mayor del anual.
El término también puede hacer referencia a la carrera de un artista o a un resumen de vida de una persona, por ejemplo, donde se presenta a grandes rasgos la obra artística de un pintor en la inauguración de una exposición, o las actividades de un cineasta o de un actor o de un caricaturista en oportunidad de un determinado aniversario o de un homenaje. En festivales de cine o en aniversarios, también es usual presentar imágenes del homenajeado desde su infancia en adelante, repertoriando en forma gráfica sus actividades más importantes.
En televisión, las emisoras usualmente presentan programas periodísticos especiales hacia el fin de cada año, señalando los eventos importantes ocurridos durante dicho período. En Brasil por ejemplo, la Rede Manchete oportunamente realizó los programas Documento Especial: Televisão Verdade (1989-1991), así como 24 Horas (1994-1997) y Câmera Manchete (1993-1998).

## Arte
Exhibición de trabajos de un artista, referidos a su producción en un período extendido, junto a comentarios y opiniones de expertos.

## Música
Por lo general y en este marco, una compilación retrospectiva es conformada con los grandes éxitos del músico o del cantante o del compositor.

## Desarrollo de software[11]
Este término también se aplica a la ingeniería de software, en cuyo marco una retrospectiva
refiere a una reunión cuando se ha finalizado un proyecto o se está cerca de finalizarlo, y que trata sobre los aciertos y errores del mismo, su proyección y posibilidades a futuro, las enseñanzas que pueden extraerse de este emprendimiento, etc.
Una exposición retrospectiva puede ser planificada y desarrollada en muchos modos diferentes. El Agile Retrospective Resource Wiki es un buen recurso para compartir proyectos, pautas y trucos, instrumentos e ideas, para así tratar de sacar el máximo partido posible de las exposiciones retrospectivas.
Cuando se aplica el llamado desarrollo ágil de software, las exposiciones retrospectivas juegan un rol muy importante respecto del desarrollo iterativo e incremental. En efecto, al final de cada iteración, una exposición retrospectiva es cumplida buscando específicamente modos de mejorar el proceso para la siguiente iteración. En el marco del Scrum, se llama a esto "Exposición retrospectiva del Sprint (o período en el cual se lleva a cabo el desarrollo de la iteración)".

## Leyes y normativas
En estos casos, el término se aplica en situaciones donde la ley o la normativa cambia, haciendo que un acto antes considerado legal sea ahora ilegal (o viceversa), o provocando un cambio importante en una norma.
Un ejemplo de una norma retrospectiva o retroactiva vigente, es el Código Internacional de Nomenclatura Zoológica (ICZN), que es la convención que gobierna el nombramiento formal científico de animales, de los cuales la 4.ª edición es aplicable desde el año 2000. Todas las ediciones anteriores del Código de ICZN, u otras reglas y convenciones anteriores, no tienen ninguna fuerza más hoy día, y no son aplicables.

## Documento Especial 1989 en portugués:Televisão Verdade(presentador:Ronaldo Rosas)
Programa: Documento Especial - Retrospectiva 1989 (08 / diciembre / 1989)
- O presidente José Sarney foi inaugurado o Memorial da América Latina, em São Paulo.
- A grande festa da cerimônia de entrega do Globo de Ouro, Oscar e Grammy.
- O estadista Saddam Hussein foi retirada da União Soviética no Afeganistão.
- Na primeira eleição direta depois da instalação no Brasil, Fernando Collor de Mello.
- A Copa América que o Brasil quebrou o jejum de 19 anos sem títulos sub-americanos.
- A holandesa Angela Visser é eleita do Miss Universo.
- Movimento da desigualdade na Fundação da Cidade Baiana de Adustina, em terra políticos corruptos.
- Flashes, escândalos, brigas, segredos, decepções e alegrias que marcaram 89.